# Championnats de France de ski alpin
Les Championnats de France de ski alpin sont une compétition créée par la Fédération française de ski (FFS) en 1942.

## Historique
De 1907 à 1941, il existait un unique titre de Champion de France de ski, qui combinait au début uniquement les résultats d'épreuves de saut à skis et de ski de fond. À partir de  1926 des épreuves de ski alpin (slalom et descente) apparurent au cours de ces championnats, mais elles ne furent comptabilisée avec les épreuves de saut et de fond pour l'attribution du titre unique de champion de France de ski qu'à partir de 1933.
Initialent organisé par le Club Alpin Français, ce championnat fut repris en 1924 par la Fédération française de ski (FFS).
En 1942 la FFS décida de rompre avec cette formule pour décerner des titres de champion(ne) de France dans chacune des disciplines du ski alpin.
Néanmoins la formule se mit en route progressivement. En 1942, un unique titre de champion de France de ski alpin hommes fut décerné sur le résultat du combiné alpin (descente et slalom) et pas de titre pour les dames. L'année suivante en 1943, un titre fut décerné pour les hommes et un pour les dames, sur les résultats du combiné. En 1944, 2 titres furent décernées pour les hommes en descente et slalom, et 2 pour les dames dans les mêmes disciplines. En 1945 les championnats ne furent pas organisés en raison de la seconde guerre mondiale et en 1946, la formule se stabilisa en décernant un titre pour chacune des disciplines organisées : descente, slalom et combiné, hommes et dames, soit 6 titres pour cette année-là.
Le slalom géant fut intégré à partir de 1949 et le Super géant à partir de 1988. Le Combiné (descente et slalom) fut remplacé par le Super Combiné (descente ou super G et une seule manche de slalom - disputées le même jour) à partir de 2007. Puis le slalom parallèle, après quelques épisodes sans lendemain (1979, 1989 et 2016), fut instauré à partir de 2022.
En 2020, les championnats furent annulés à la suite de l’arrêt des compétitions de ski dû à la pandémie de maladie à coronavirus.
Enfin, quelques très rares titres de champion(ne)s de ski indoor furent aussi été décernés.

## Format de la compétition
Chaque année, une ou plusieurs stations françaises organisent les épreuves, généralement à partir du mois de mars après la fin des épreuves de Coupe du Monde. Chaque titre se dispute sur une épreuve unique. Le niveau y est des plus élevés, car l'ensemble des membres des équipes de France y participe. Il arrive que certaines épreuves (principalement parmi celles de vitesse), soient annulées en raison des conditions météo ou de la qualité de la neige.
Les 5 disciplines de la compétition sont :
- Descente
- Super géant
- Slalom géant
- Slalom
- Super-Combiné (pas organisé tous les ans)

Les modes de sélection sont éditées par la FFS . Les skieurs étrangers qui participent aux courses des championnats de France, ne sont pas intégrés dans les classements spécifiques des championnats de France. Des médailles d'or, d'argent et de bronze sont décernées aux trois premiers de chaque épreuve.
À l'occasion de ces épreuves, les titres de champions de France Juniors U21 (moins de 21 ans) et  Masters (plus de 30 ans) sont aussi attribués en plus des titres Elite (toutes catégories). Cela a aussi été le cas des titres Cadets U18 (moins de 18 ans) certaines années.
La FFS a choisi de numéroter ces championnats de France de ski alpin en poursuivant la numérotation des championnats de France de ski dont les 20 premières éditions ne comportaient aucune épreuve de ski alpin. En 1942, l'année des premiers titres de champions de France de ski alpin, il s'agissait de la 30e édition des championnats de France de ski. En 2019, les championnats de France de ski alpin sont qualifiés de 106e édition.

## Palmarès des 5 épreuves
Les épreuves de Super Géant n'ont été organisées qu'à partir de 1983, et celles de Slalom Géant qu'à partir de 1949.
Les données manquantes sont à compléter.

### Hommes

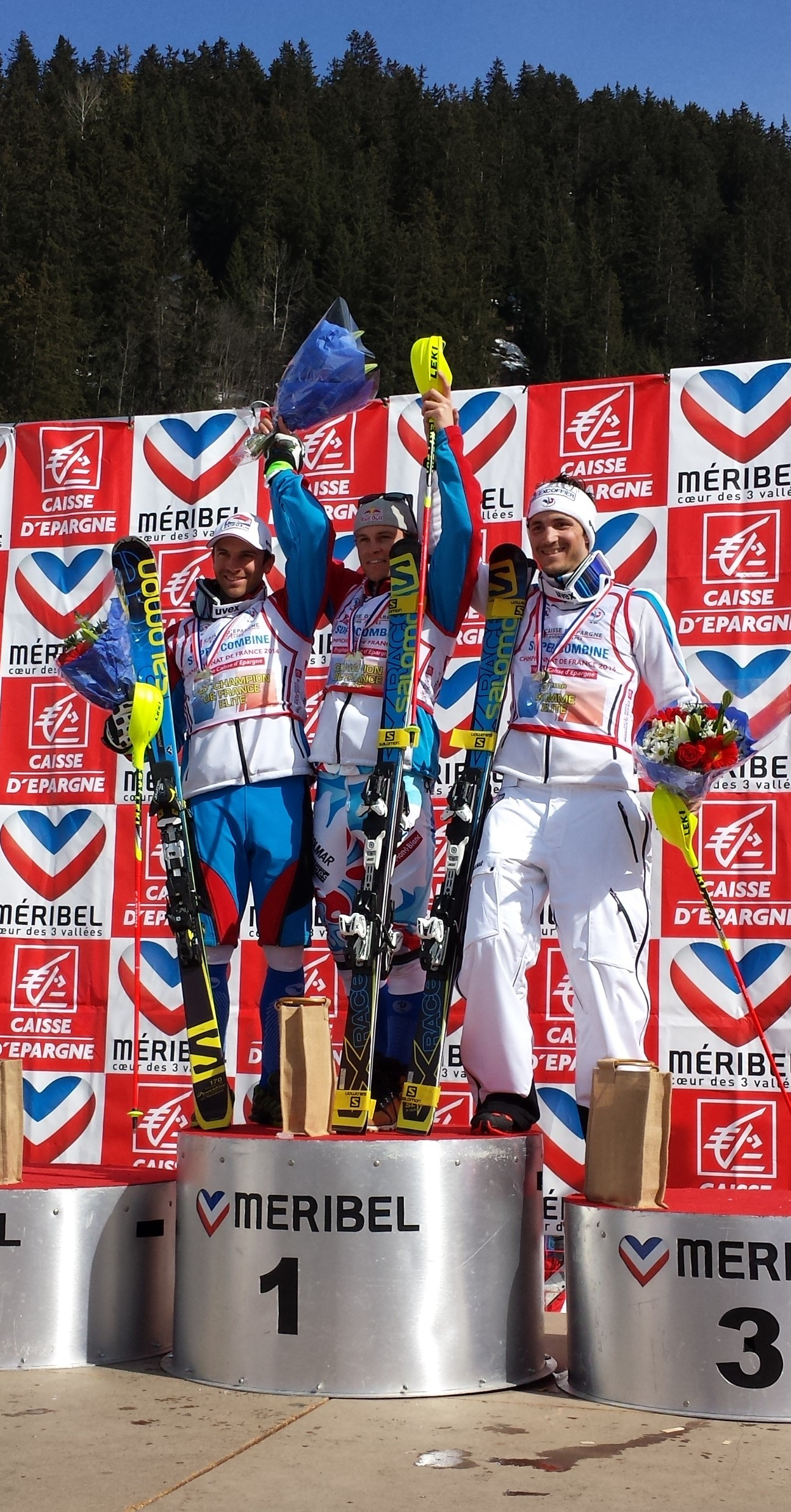
Podium du championnat de France de Super Combiné 2014 à Méribel : Thomas Mermillod-Blondin, Alexis Pinturault et Steve Missillier (de gauche à droite)

Pour les années 1942 et 1943, les vainqueurs de la descente et du slalom sont notés en italique car ils ne reçoivent pas le titre de champion de France, celui-ci étant décerné au vainqueur du combiné.
| Année | Station                                           | Descente                         | Super-G                  | Slalom géant          | Slalom                                       | Combiné               | Parallèle      |
| 1942  | Chamonix                                          | James Couttet                    |                          |                       | James Couttet                                | James Couttet         |                |
| 1943  | Serre Chevalier                                   | Jean Blanc                       |                          |                       | Roger Allard                                 | Jean Blanc            |                |
| 1944  | Serre Chevalier                                   | Jean-Pierre Mussat               |                          |                       | James Couttet                                | non attribué          |                |
| 1946  | Chamonix                                          | James Couttet                    |                          |                       | James Couttet                                | James Couttet         |                |
| 1947  | Megève                                            | Jean Blanc                       |                          |                       | Henri Oreiller                               | Jean Blanc            |                |
| 1948  | Superbagnères                                     | James Couttet                    |                          |                       | Claude Penz                                  | Henri Oreiller        |                |
| 1949  | Chamonix                                          | annulée                          |                          | Roger Allard          | Claude Penz                                  | non attribué          |                |
| 1950  | Serre Chevalier                                   | Maurice Sanglard                 |                          | Maurice Sanglard      | Maurice Sanglard/ Henri Cazaux               | Maurice Sanglard      |                |
| 1951  | La Clusaz                                         | Maurice Sanglard                 |                          | Maurice Sanglard      | Maurice Sanglard                             | Maurice Sanglard      |                |
| 1952  | Val d'Isère                                       | Yves Mussat                      |                          | Guy de Huertas        | Firmin Mattis                                | Henri Oreiller        |                |
| 1953  | Villard-de-Lans                                   | André Simond                     |                          | Guy de Huertas        | Guy de Huertas                               | Firmin Mattis         |                |
| 1954  | Barèges                                           | André Simond                     |                          | Gérard Pasquier       | Bernard Perret                               | Charles Bozon         |                |
| 1955  | La Clusaz                                         | Adrien Duvillard                 |                          | James Couttet         | Désiré Lacroix                               | Gérard Pasquier       |                |
| 1956  | Serre Chevalier                                   | Charles Bozon                    |                          | Charles Bozon         | Charles Bozon                                | Charles Bozon         |                |
| 1957  | Morzine                                           | Charles Bozon                    |                          | Jean Vuarnet          | Jean Vuarnet                                 | Jean Vuarnet          |                |
| 1958  | Valloire                                          | Jean Vuarnet                     |                          | François Bonlieu      | Jean Vuarnet                                 | Jean Vuarnet          |                |
| 1959  | Mont-Dore                                         | Jean Vuarnet                     |                          | François Bonlieu      | François Bonlieu                             | François Bonlieu      |                |
| 1960  | La Clusaz                                         | Michel Arpin                     |                          | Michel Arpin          | Léo Lacroix                                  | Michel Arpin          |                |
| 1961  | Morzine                                           | Adrien Duvillard                 |                          | Charles Bozon         | Charles Bozon                                | Adrien Duvillard      |                |
| 1962  | Chamrousse                                        | annulée                          |                          | Guy Périllat          | Guy Périllat                                 | annulé                |                |
| 1963  | Barèges                                           | Léo Lacroix                      |                          | Georges Mauduit       | Léo Lacroix                                  | Jean-Claude Killy     |                |
| 1964  | Méribel                                           | annulée                          |                          | Jean-Claude Killy     | Jean-Claude Killy                            | Jean-Claude Killy     |                |
| 1965  | Morzine                                           | Jules Melquiond                  |                          | Michel Arpin          | Georges Mauduit                              | Georges Mauduit       |                |
| 1966  | Chamrousse                                        | Jean-Claude Killy                |                          | Guy Périllat          | Guy Périllat                                 | Guy Périllat          |                |
| 1967  | Chamonix                                          | Guy Périllat                     |                          | Jean-Claude Killy     | Guy Périllat                                 | Guy Périllat          |                |
| 1968  | Morbier / Morez                                   | Georges Mauduit                  |                          | Georges Mauduit       | Jean-Noël Augert                             | Georges Mauduit       |                |
| 1969  | Villard-de-Lans                                   | annulée                          |                          | Alain Penz            | Alain Penz                                   | Alain Penz            |                |
| 1970  | Serre Chevalier                                   | Jean-Luc Pinel                   |                          | Henri Duvillard       | Jean-Noël Augert                             | Jean-Noël Augert      |                |
| 1971  | La Plagne                                         | Henri Duvillard                  |                          | Patrick Russel        | Patrick Russel                               | Alain Penz            |                |
| 1972  | Morzine/ Avoriaz                                  | annulée                          |                          | Alain Penz            | Alain Penz                                   | Alain Penz            |                |
| 1973  | La Foux d'Allos                                   | Bernard Grosfilley               |                          | annulé                | Jean-Louis Vidal                             | Philippe Barroso      |                |
| 1974  | Morzine/ Avoriaz                                  | annulée                          |                          | Roland Roche          | Philippe Barroso                             | René Arpin-Pont       |                |
| 1975  | Mégève / Pra-Loup                                 | Jean-Jack Bertrand               |                          | Alain Navillod        | Alain Navillod                               | Alain Navillod        |                |
| 1976  | Briançonnais                                      | Jean-Jack Bertrand               |                          | Philippe Barroso      | Roland Roche                                 | Patrice Ciprelli      |                |
| 1977  | Peyresourde/Agudes                                | Patrice Pellat-Finet             |                          | Alain Navillod        | Philippe Hardy                               |                       |                |
| 1978  | Auron / Morzine                                   | Jean-Marc Muffat                 |                          | Michel Vion           | Alain Navillod                               | Jean-Philippe Vulliet |                |
| 1979  | Auron / Isola 2000 / Valberg                      | Pascal Martin/ Philippe Verneret |                          | Philippe Hardy        | Daniel Mougel                                | Patrick Blanc         | Michel Vion    |
| 1980  | Les Orres                                         | Philippe Pugnat                  |                          | Luc Morisset          | Michel Canac                                 | Michel Canac          |                |
| 1981  |                                                   | Michel Vion                      |                          | Patrick Lamotte       | Daniel Fontaine                              | Patrick Blanc         |                |
| 1982  | Val Thorens / Les Menuires / Valberg / La Rosière | Philippe Verneret                |                          | Didier Bouvet         | Yves Tavernier                               | Michel Coranotte      | Franck Piccard |
| 1983  | Grand Bornand / Saint-Jean-d'Aulps                | Jean-Philippe Vulliet            |                          | Yves Tavernier        | Didier Bouvet                                | Jean-Luc Crétier      |                |
| 1984  | Auron / Isola 2000 / Valberg                      | Michel Vion                      |                          | Yves Tavernier        | Didier Bouvet                                | Michel Canac          |                |
| 1985  |                                                   | Luc Alphand                      |                          | Yves Tavernier        | Christian Gaidet                             | Franck Piccard        |                |
| 1986  | Chamrousse / Lans-en-Vercors / Les Sept Laux      | Denis Rey                        |                          | Christian Gaidet      | Didier Bouvet                                | Jérôme Noviant        |                |
| 1987  | Megève / Flaine / Les Carroz d'Arâches            | Luc Alphand                      |                          | Yves Tavernier        | Eric Pieri                                   | Luc Alphand           |                |
| 1988  |                                                   | Adrien Duvillard                 | Luc Alphand              | Yves Tavernier        | Didier Bouvet                                | John Piccard          |                |
| 1989  |                                                   | Luc Alphand                      | Jean-Luc Crétier         | Jérôme Noviant        | François Simond                              | Armand Schiele        | Alain Feutrier |
| 1990  |                                                   | Luc Alphand                      | Jérôme Noviant           | Adrien Duvillard      | Patrice Bianchi                              | Franck Piccard        |                |
| 1991  | Méribel / Les Menuires                            | Jean-Luc Crétier                 | Christophe Saioni        | Alain Feutrier        | Didier Schmidt                               | Jean-Luc Crétier      |                |
| 1992  | Méribel                                           | annulée                          | Adrien Duvillard         | Thierry Gentina       | Patrice Bianchi                              | annulé                |                |
| 1993  | La Plagne                                         | Jean-Luc Crétier                 | Adrien Duvillard         | Franck Piccard        | Yves Dimier                                  | Jean-Luc Crétier      |                |
| 1994  | Serre Chevalier                                   | Luc Alphand                      | Ian Piccard              | annulé                | Sébastien Amiez                              | Yves Dimier           |                |
| 1995  | Les Arcs / Morzine                                | Luc Alphand                      | Christophe Plé           | Ian Piccard           | Yves Dimier                                  | Yves Dimier           |                |
| 1996  | Les Menuires / Vars                               | Luc Alphand                      | Xavier Fournier-Bidoz    | Christophe Saioni     | Sébastien Amiez                              | Kevin Page            |                |
| 1997  | Alpe d'Huez                                       | Luc Alphand                      | Benjamin Melquiond       | Ian Piccard           | Éric Rolland                                 | Gaëtan Llorach        |                |
| 1998  | Serre Chevalier                                   | Nicolas Burtin                   | Sébastien Fournier-Bidoz | Joël Chenal           | Richard Gravier                              | François Simond       |                |
| 1999  | La Clusaz                                         | Christophe Saioni                | Christophe Saioni        | Raphaël Burtin        | Sébastien Amiez                              | Gaëtan Llorach        |                |
| 2000  | Valloire / Alpe d'Huez                            | Pierre-Emmanuel Dalcin           | Benjamin Melquiond       | Raphaël Burtin        | François Simond                              | Julien Lizeroux       |                |
| 2001  | Alpe d'Huez / Courchevel                          | annulée                          | Claude Crétier           | Jean-Pierre Vidal     | Jean-Pierre Vidal                            | annulé                |                |
| 2002  | Megève / Val d'Isère                              | Claude Crétier                   | Laurent Caiolo           | Frédéric Covili       | Stéphane Tissot                              | Gaëtan Llorach        |                |
| 2003  | Les Menuires                                      | Antoine Dénériaz                 | Claude Crétier           | Frédéric Covili       | Jean-Pierre Vidal                            | Richard Gravier       |                |
| 2004  | Flaine / Les Carroz                               | Antoine Dénériaz                 | Antoine Dénériaz         | Jean-Pierre Vidal     | Sébastien Amiez                              | Richard Gravier       |                |
| 2005  | Alpe d'Huez                                       | Yannick Bertrand                 | David Poisson            | Jean-Pierre Vidal     | Stéphane Tissot                              | Pierre Paquin         |                |
| 2006  | Val d'Isère / Courchevel                          | annulée                          | Pierre-Emmanuel Dalcin   | Joël Chenal           | Jean-Baptiste Grange                         | annulé                |                |
| 2007  | Val d'Isère / Val Cenis / Les Arcs                | Pierre Paquin                    | Adrien Théaux            | Thomas Fanara         | Steve Missillier                             | Pierre Paquin         |                |
| 2008  | Auron / Isola 2000                                | Yannick Bertrand                 | David Poisson            | Cyprien Richard       | Julien Lizeroux                              | Pierre Paquin         |                |
| 2009  | Megève / Lélex                                    | Yannick Bertrand                 | Adrien Théaux            | Thomas Fanara         | Jean-Baptiste Grange                         | Alexis Pinturault     |                |
| 2010  | Les Menuires                                      | Yannick Bertrand / Adrien Théaux | Adrien Théaux            | Alexis Pinturault     | Mathieu Faivre                               | François Place        |                |
| 2011  | Tignes / Mont-Dore                                | Johan Clarey                     | Adrien Théaux            | Gauthier de Tessières | Alexis Pinturault                            | Mathieu Faivre        |                |
| 2012  | Alpe d'Huez                                       | Adrien Théaux                    | Gauthier de Tessières    | Alexis Pinturault     | Steve Missillier                             | annulé                |                |
| 2013  | Peyragudes                                        | Adrien Théaux                    | Adrien Théaux            | Steve Missillier      | Alexis Pinturault / Thomas Mermillod-Blondin | annulé                |                |
| 2014  | Méribel / Les Arcs                                | Johan Clarey                     | Thomas Mermillod-Blondin | Mathieu Faivre        | Victor Muffat-Jeandet                        | Alexis Pinturault     |                |
| 2015  | Serre-Chevalier                                   | annulée                          | Adrien Théaux            | Thomas Fanara         | Jean-Baptiste Grange                         | annulé                |                |
| 2016  | Les Menuires                                      | Valentin Giraud Moine            | Matthieu Bailet          | Alexis Pinturault     | Alexis Pinturault                            | Thibaut Favrot        |                |
| 2017  | Val Thorens / Lélex                               | annulée                          | Adrien Théaux            | Cyprien Sarrazin      | Clément Noël                                 | Victor Muffat-Jeandet |                |
| 2018  | Châtel                                            | Adrien Théaux                    | Nils Allègre             | Victor Muffat-Jeandet | Victor Muffat-Jeandet                        | Nils Allègre          |                |
| 2019  | Auron / Isola 2000                                | Maxence Muzaton                  | Johan Clarey             | Alexis Pinturault     | Clément Noël                                 | Maxence Muzaton       |                |
| 2020  | Val Thorens                                       | annulée                          | annulé                   | annulé                | annulé                                       | annulé                |                |
| 2021  | Châtel / Saint-Jean-d'Aulps / Les Gets            | Matthieu Bailet                  | Adrien Fresquet          | Victor Muffat-Jeandet | Victor Muffat-Jeandet                        | Victor Muffat-Jeandet |                |
| 2022  | Auron / Isola 2000                                | Maxence Muzaton                  | Cyprien Sarrazin         | Thibaut Favrot        | Clément Noël                                 | Cyprien Sarrazin      | Thibaut Favrot |
| 2023  | Les Orres / Val Thorens                           | Florian Loriot                   | Nils Allègre             | Lio Baraldi           | Clément Noël                                 | Hugo Desgrippes       | -              |
| 2024  | Megève                                            | annulée                          | annulé                   | Diego Orecchioni      | Clément Noël                                 | -                     | -              |
| 2025  | Méribel                                           | Nils Allègre                     | Florian Loriot           | Guerlain Favre        | Théo Lopez                                   | -                     | -              |

### Femmes

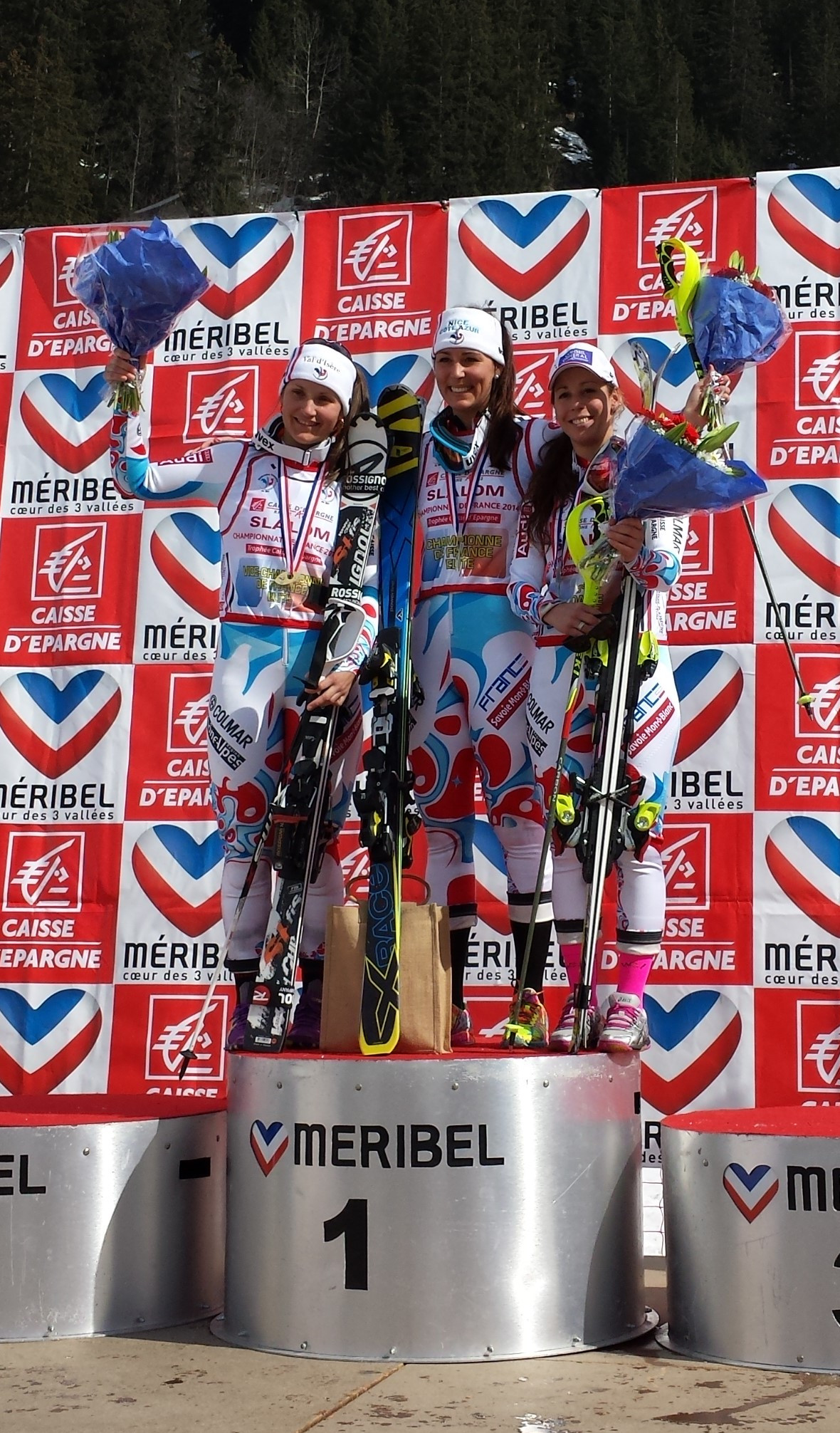
Podium du championnat de France de Slalom 2014 à Méribel : Anémone Marmottan, Nastasia Noens et Marion Bertrand (de gauche à droite)

Pour les années 1942 et 1943, les gagnantes de la descente et du slalom sont notés en italique car elles ne reçoivent pas le titre de champion de France, celui-ci étant décerné à la gagnante du combiné en 1943 alors qu'aucun titre n'est décerné en 1942.
| Année | Station                                      | Descente                               | Super-G                  | Slalom géant             | Slalom                   | Combiné               | Parallèle            |
| 1942  | Chamonix                                     | Georgette Thiollière                   |                          |                          | Jacqueline Brisson       | non attribué          |                      |
| 1943  | Serre Chevalier                              | Lucienne Couttet                       |                          |                          | Lucienne Couttet         | Lucienne Couttet      |                      |
| 1944  | Serre Chevalier                              | Suzanne Thiollière                     |                          |                          | Lucienne Couttet         | non attribué          |                      |
| 1946  | Chamonix                                     | Georgette Thiollière                   |                          |                          | Lucienne Schmidt-Couttet | Georgette Thiollière  |                      |
| 1947  | Megève                                       | Suzanne Thiollière                     |                          |                          | Micheline Desmazières    | Jacqueline Martel     |                      |
| 1948  | Superbagnères                                | Françoise Gignoux                      |                          |                          | Lucienne Schmidt-Couttet | Françoise Gignoux     |                      |
| 1949  | Chamonix                                     | annulée                                |                          | Andrée Tournier          | Micheline Desmazières    |                       |                      |
| 1950  | Serre Chevalier                              | annulée                                |                          | Marysette Agnel          | Suzanne Costamagne       |                       |                      |
| 1951  | La Clusaz                                    | Jacqueline Martel                      |                          | Marysette Agnel          | Jacqueline Martel        |                       |                      |
| 1952  | Val d'Isère                                  | Josette Nevière                        |                          | Marysette Agnel          | Marysette Agnel          |                       |                      |
| 1953  | Villard-de-Lans                              | Jacqueline Martel                      |                          | Marysette Agnel          | Andrée Bermond           |                       |                      |
| 1954  | Barèges                                      | Marysette Agnel                        |                          | Paule Erny               | Marysette Agnel          |                       |                      |
| 1955  | La Clusaz                                    | Édith Bonlieu                          |                          | Josette Nevière          | Thérèse Leduc            | Suzanne Thiollière    |                      |
| 1956  | Serre Chevalier                              | Marysette Agnel                        |                          | Marysette Agnel          | May Nilsson-Lafforgue    |                       |                      |
| 1957  | Morzine                                      | Danièle Telinge                        |                          | Thérèse Leduc            | Thérèse Leduc            | Danièle Telinge       |                      |
| 1958  | Valloire                                     | Édith Vuarnet-Bonlieu/ Danièle Telinge |                          | Danièle Telinge          | Arlette Grosso           | Danièle Telinge       |                      |
| 1959  | Mont-Dore                                    | Danièle Telinge                        |                          | Thérèse Leduc            | Arlette Grosso           | Thérèse Leduc         |                      |
| 1960  | La Clusaz                                    | Marie-José Dusonchet                   |                          | Édith Vuarnet-Bonlieu    | Cécile Prince            | Édith Vuarnet-Bonlieu |                      |
| 1961  | Morzine                                      | Madeleine Bochatay                     |                          | Arlette Grosso           | Anne-Marie Leduc         | Arlette Grosso        |                      |
| 1962  | Chamrousse                                   | annulée                                |                          | Annie Famose             | Christine Goitschel      | annulé                |                      |
| 1963  | Barèges                                      | Annie Famose                           |                          | Christine Goitschel      | Annie Famose             | Annie Famose          |                      |
| 1964  | Méribel                                      | annulée                                |                          | Annie Famose             | Christine Goitschel      |                       |                      |
| 1965  | Morzine                                      | Annie Famose                           |                          | Marielle Goitschel       | Marielle Goitschel       | Marielle Goitschel    |                      |
| 1966  | Chamrousse                                   | Christine Terraillon                   |                          | Marielle Goitschel       | Marielle Goitschel       | Marielle Goitschel    |                      |
| 1967  | Chamonix                                     | Florence Steurer                       |                          | Isabelle Mir             | Marielle Goitschel       | Isabelle Mir          |                      |
| 1968  | Morbier / Morez                              | Isabelle Mir                           |                          | Isabelle Mir             | Isabelle Mir             | Isabelle Mir          |                      |
| 1969  | Villard-de-Lans                              | Florence Steurer                       |                          | Ingrid Lafforgue         | Florence Steurer         | Florence Steurer      |                      |
| 1970  | Serre Chevalier                              | Isabelle Mir                           |                          | Françoise Macchi         | Ingrid Lafforgue         | Michèle Jacot         |                      |
| 1971  | La Plagne                                    | Jacqueline Rouvier                     |                          | Jacqueline Rouvier       | Danièle Debernard        | Isabelle Mir          |                      |
| 1972  | Morzine/ Avoriaz                             | Isabelle Mir                           |                          | Danièle Debernard        | Michèle Jacot            | Isabelle Mir          |                      |
| 1973  | La Foux d'Allos                              | annulée                                |                          | Fabienne Serrat          | Patricia Emonet          | Patricia Emonet       |                      |
| 1974  | Morzine/ Avoriaz                             | annulée                                |                          | Odile Chalvin            | Fabienne Serrat          | Odile Chalvin         |                      |
| 1975  | Pra-Loup                                     | annulée                                |                          | Fabienne Serrat          | Muriel Mandrillon        | Fabienne Serrat       |                      |
| 1976  | Briançonnais                                 | Danièle Debernard                      |                          | Danièle Debernard        | Patricia Emonet          | Michèle Jacot         |                      |
| 1977  | Peyresourde/Agudes                           | annulée                                |                          | Fabienne Serrat          | Patricia Emonet          | annulé                |                      |
| 1978  | Tignes / Morzine                             | Fabienne Serrat                        |                          | Fabienne Serrat          | Fabienne Serrat          | Fabienne Serrat       |                      |
| 1979  | Auron / Isola 2000 / Valberg                 | Caroline Attia                         |                          | Fabienne Serrat          | Perrine Pelen            | Fabienne Serrat       | Fabienne Serrat      |
| 1980  | Les Orres                                    | Marie-Luce Waldmeier                   |                          | Perrine Pelen            | Perrine Pelen            | Catherine Quittet     |                      |
| 1981  |                                              | Catherine Quittet                      |                          | Fabienne Serrat          | Perrine Pelen            | Elisabeth Chaud       |                      |
| 1982  | Tignes / Valberg / La Rosière                | Marie-Cécile Gros-Gaudenier            |                          | Hélène Barbier           | Perrine Pelen            | Françoise Bozon       | Perrine Pelen        |
| 1983  | Châtel / Grand Bornand                       | Marie-Luce Waldmeier                   |                          | Fabienne Serrat          | Perrine Pelen            | Claudine Emonet       |                      |
| 1984  | Auron / Isola 2000 / Valberg                 | Marie-Cécile Gros-Gaudenier            |                          | Hélène Barbier           | Christelle Guignard      | Rita Barbier          |                      |
| 1985  |                                              | Claudine Emonet                        |                          | Carole Merle             | Perrine Pelen            | Florence Masnada      |                      |
| 1986  | Chamrousse / Lans-en-Vercors / Les Sept Laux | Catherine Quittet                      |                          | Perrine Pelen            | Perrine Pelen            | Hélène Barbier        |                      |
| 1987  | Megève                                       | Carole Merle                           |                          | Carole Merle             | Małgorzata Tlałka-Mogore | Carole Merle          |                      |
| 1988  | Les Orres                                    | Béatrice Filliol                       | Catherine Quittet        | Catherine Quittet        | Patricia Chauvet         | Catherine Quittet     |                      |
| 1989  |                                              | Nathalie Bouvier                       | Catherine Quittet        | Catherine Quittet        | Béatrice Filliol         | Régine Cavagnoud      |                      |
| 1990  |                                              | Cathy Chedal                           | Carole Merle             | Cathy Chedal             | Béatrice Filliol         | Karine Pons           |                      |
| 1991  |                                              | Régine Cavagnoud                       | Florence Masnada         | Florence Masnada         | Florence Masnada         | Florence Masnada      |                      |
| 1992  | Méribel / Les Ménuires                       | annulée                                | Carole Montillet         | Christelle Guignard      | Florence Masnada         | annulé                |                      |
| 1993  | La Plagne                                    | annulée                                | Régine Cavagnoud         | Leïla Piccard            | Isabelle Fabre           | annulé                |                      |
| 1994  | Serre Chevalier                              | Florence Masnada                       | Sophie Lefranc-Duvillard | Leïla Piccard            | Patricia Chauvet         | Florence Masnada      |                      |
| 1995  | Les Arcs / Morzine                           | Régine Cavagnoud                       | Florence Masnada         | Sophie Lefranc-Duvillard | Florence Masnada         | Florence Masnada      |                      |
| 1996  | Les Menuires / Vars                          | Carole Montillet                       | Régine Cavagnoud         | Régine Cavagnoud         | Patricia Chauvet         | Laure Pequegnot       |                      |
| 1997  | Alpe d'Huez                                  | Carole Montillet                       | Carole Montillet         | Sophie Lefranc-Duvillard | Christel Pascal-Saioni   | Vanessa Vidal         |                      |
| 1998  | Serre Chevalier                              | Florence Masnada                       | Carole Montillet         | Leïla Piccard            | Laure Pequegnot          | Florence Masnada      |                      |
| 1999  | La Clusaz                                    | Carole Montillet                       | Carole Montillet         | Leïla Piccard            | Stéphanie Clément-Guy    | Florence Masnada      |                      |
| 2000  | Valloire / Tignes                            | Ingrid Jacquemod                       | Ingrid Jacquemod         | Christel Pascal-Saioni   | Christel Pascal-Saioni   | Raphaëlle Strub       |                      |
| 2001  | Courchevel                                   | annulée                                | annulé                   | Régine Cavagnoud         | Christel Pascal-Saioni   | annulé                |                      |
| 2002  | Megève                                       | Mélanie Suchet                         | annulé                   | Carole Montillet         | Christel Pascal-Saioni   | Souazic Le Guillou    |                      |
| 2003  | Les Menuires                                 | Mélanie Suchet                         | Mélanie Suchet           | Raphaëlle Strub          | Laure Pequegnot          | Raphaëlle Strub       |                      |
| 2004  | Flaine                                       | Mélanie Suchet                         | Ingrid Jacquemod         | Ingrid Jacquemod         | Laure Pequegnot          | Marie Marchand-Arvier |                      |
| 2005  | Alpe d'Huez / Val d'Isère                    | Marion Rolland                         | Ingrid Jacquemod         | Ingrid Jacquemod         | Laure Pequegnot          | Anne-Sophie Barthet   |                      |
| 2006  | Courchevel / Villard-de-Lans                 | Aurélie Revillet                       | Olivia Bertrand          | Aurélie Santon           | Vanessa Vidal            | Aurélie Santon        |                      |
| 2007  | Val d'Isère / Tignes                         | Ingrid Jacquemod                       | Aude Aguilaniu           | Ingrid Jacquemod         | Sandrine Aubert          | annulé                |                      |
| 2008  | Auron / Isola 2000                           | Marion Rolland                         | Marie Marchand-Arvier    | Tessa Worley             | Claire Dautherives       | Marie Marchand-Arvier |                      |
| 2009  | Megève / Lélex / Vars                        | Aurélie Revillet                       | Olivia Bertrand          | Tessa Worley             | Claire Dautherives       | Marion Pellissier     |                      |
| 2010  | Les Menuires                                 | Aurélie Revillet                       | Marie Marchand-Arvier    | Anémone Marmottan        | Nastasia Noens           | Ingrid Jacquemod      |                      |
| 2011  | Tignes / Mont-Dore                           | Marion Rolland                         | Marie Marchand-Arvier    | Tessa Worley             | Sandrine Aubert          | Anne-Sophie Barthet   |                      |
| 2012  | Alpe d'Huez                                  | Marion Rolland                         | Marion Rolland           | Marion Bertrand          | Nastasia Noens           | Nastasia Noens        |                      |
| 2013  | Peyragudes                                   | Marion Rolland                         | Marion Rolland           | Anémone Marmottan        | Laurie Mougel            | annulé                |                      |
| 2014  | Méribel                                      | annulée                                | annulé                   | Marion Bertrand          | Nastasia Noens           | annulé                |                      |
| 2015  | Serre-Chevalier / Tignes                     | Margot Bailet                          | Margot Bailet            | Tessa Worley             | Laurie Mougel            | annulé                |                      |
| 2016  | Les Menuires                                 | Anne-Sophie Barthet                    | Romane Miradoli          | Taïna Barioz             | Adeline Baud-Mugnier     | annulé                | Adeline Baud-Mugnier |
| 2017  | Tignes / Val Thorens / Lélex                 | Tiffany Gauthier                       | Tessa Worley             | Tessa Worley             | Adeline Baud-Mugnier     | Adeline Baud-Mugnier  |                      |
| 2018  | Châtel                                       | Romane Miradoli                        | Tessa Worley             | Tessa Worley             | Nastasia Noens           | -                     |                      |
| 2019  | Auron                                        | Romane Miradoli                        | Romane Miradoli          | Tessa Worley             | Nastasia Noens           | -                     |                      |
| 2020  | Val Thorens                                  | annulée                                | annulé                   | annulé                   | annulé                   | annulé                |                      |
| 2021  | Châtel / Saint-Jean-d'Aulps / Les Gets       | Esther Paslier                         | Camille Cerutti          | Doriane Escané           | Nastasia Noens           | Doriane Escané        |                      |
| 2022  | Auron                                        | Romane Miradoli                        | Romane Miradoli          | Tessa Worley             | Nastasia Noens           | Romane Miradoli       | Clara Direz          |
| 2023  | Les Orres                                    | Anouck Errard                          | Tessa Worley             | Tifany Roux              | Nastasia Noens           | -                     | -                    |
| 2024  | Avoriaz/Megève                               | annulée                                | Garance Meyer            | Clara Direz              | Marie Lamure             | -                     | -                    |
| 2025  | Méribel                                      | Romane Miradoli                        | Romane Miradoli          | June Brand               | Annabel Jallat           | -                     | -                    |

## Skieurs les plus titrés

### Hommes
| Nom                   | Total | De   | À    | Descente | Super-G | Slalom géant | Slalom | Combiné | Parallèle |
| Adrien Théaux         | 11    | 2007 | 2018 | 4        | 7       | 0            | 0      | 0       | -         |
| Luc Alphand           | 10    | 1985 | 1997 | 8        | 1       | 0            | 0      | 1       | -         |
| James Couttet         | 9     | 1942 | 1955 | 3        | -       | 1            | 3      | 2       | -         |
| Alexis Pinturault     | 9     | 2009 | 2019 | 0        | 0       | 4            | 3      | 2       | 0         |
| Charles Bozon         | 8     | 1954 | 1961 | 2        | -       | 2            | 2      | 2       | -         |
| Guy Périllat          | 8     | 1962 | 1967 | 1        | -       | 2            | 3      | 2       | -         |
| Maurice Sanglard      | 8     | 1950 | 1951 | 2        | -       | 2            | 2      | 2       | -         |
| Victor Muffat-Jeandet | 7     | 2014 | 2021 | 0        | 0       | 2            | 3      | 2       | 0         |
| Alain Penz            | 7     | 1969 | 1972 | 0        | -       | 2            | 2      | 3       | -         |
| Jean Vuarnet          | 7     | 1957 | 1959 | 2        | -       | 1            | 2      | 2       | -         |
| Jean-Luc Crétier      | 6     | 1983 | 1993 | 2        | 1       | 0            | 0      | 3       | -         |
| Jean-Claude Killy     | 6     | 1963 | 1967 | 1        | -       | 2            | 1      | 2       | -         |
| Georges Mauduit       | 6     | 1963 | 1968 | 1        | -       | 2            | 1      | 2       | -         |
| Yves Tavernier        | 6     | 1982 | 1988 | 0        | 0       | 5            | 1      | 0       | -         |
| Didier Bouvet         | 5     | 1982 | 1988 | 0        | 0       | 1            | 4      | 0       | -         |
| Alain Navillod        | 5     | 1975 | 1978 | 0        | -       | 2            | 2      | 1       | -         |
| Clément Noël          | 5     | 2017 | 2024 | 0        | 0       | 0            | 5      | 0       | 0         |
| Jean-Pierre Vidal     | 5     | 2001 | 2005 | 0        | 0       | 3            | 2      | 0       | -         |
| Nils Allègre          | 4     | 2018 | 2025 | 1        | 2       | 0            | 0      | 1       | 0         |
| Sébastien Amiez       | 4     | 1994 | 2004 | 0        | 0       | 0            | 4      | 0       | -         |
| Michel Arpin          | 4     | 1960 | 1965 | 1        | -       | 2            | 0      | 1       | -         |
| Yannick Bertrand      | 4     | 2005 | 2010 | 4        | 0       | 0            | 0      | 0       | -         |
| Jean Blanc            | 4     | 1943 | 1947 | 2        | -       | -            | 0      | 2       | -         |
| François Bonlieu      | 4     | 1958 | 1959 | 0        | -       | 2            | 1      | 1       | -         |
| Yves Dimier           | 4     | 1993 | 1995 | 0        | 0       | 0            | 2      | 2       | -         |
| Adrien Duvillard Jr   | 4     | 1988 | 1993 | 1        | 2       | 1            | 0      | 0       | -         |
| Pierre Paquin         | 4     | 2005 | 2008 | 1        | 0       | 0            | 0      | 3       | -         |
| Franck Piccard        | 4     | 1982 | 1993 | 0        | 0       | 1            | 0      | 2       | 1         |
| Christophe Saioni     | 4     | 1991 | 1999 | 1        | 2       | 1            | 0      | 0       | -         |
| Michel Vion           | 4     | 1978 | 1984 | 2        | 0       | 1            | 0      | 0       | 1         |
| Jean-Noël Augert      | 3     | 1968 | 1970 | 0        | -       | 0            | 2      | 1       | -         |
| Philippe Barroso      | 3     | 1973 | 1976 | 0        | -       | 1            | 1      | 1       | -         |
| Michel Canac          | 3     | 1980 | 1984 | 0        | -       | 0            | 1      | 2       | -         |
| Johan Clarey          | 3     | 2011 | 2019 | 2        | 1       | 0            | 0      | 0       | 0         |
| Claude Crétier        | 3     | 2001 | 2003 | 1        | 2       | 0            | 0      | 0       | -         |
| Guy de Huertas        | 3     | 1952 | 1953 | 0        | -       | 2            | 1      | 0       | -         |
| Antoine Dénériaz      | 3     | 2003 | 2004 | 2        | 1       | 0            | 0      | 0       | -         |
| Adrien Duvillard Sr   | 3     | 1955 | 1961 | 2        | -       | 0            | 0      | 1       | -         |
| Mathieu Faivre        | 3     | 2010 | 2014 | 0        | 0       | 1            | 1      | 1       | 0         |
| Thomas Fanara         | 3     | 2007 | 2015 | 0        | 0       | 3            | 0      | 0       | -         |
| Thibaut Favrot        | 3     | 2016 | 2022 | 0        | 0       | 1            | 0      | 1       | 1         |
| Jean-Baptiste Grange  | 3     | 2006 | 2015 | 0        | 0       | 0            | 3      | 0       | -         |
| Richard Gravier       | 3     | 1998 | 2004 | 0        | 0       | 0            | 1      | 2       | -         |
| Léo Lacroix           | 3     | 1960 | 1963 | 1        | -       | 0            | 2      | 0       | -         |
| Gaëtan Llorach        | 3     | 1997 | 2002 | 0        | 0       | 0            | 0      | 3       | -         |
| Steve Missillier      | 3     | 2007 | 2013 | 0        | 0       | 1            | 2      | 0       | -         |
| Maxence Muzaton       | 3     | 2019 | 2022 | 2        | 0       | 0            | 0      | 1       | 0         |
| Jérôme Noviant        | 3     | 1986 | 1990 | 0        | 1       | 1            | 0      | 1       | -         |
| Henri Oreiller        | 3     | 1947 | 1952 | 0        | 0       | 0            | 1      | 2       | -         |
| Ian Piccard           | 3     | 1994 | 1997 | 0        | 1       | 2            | 0      | 0       | -         |
| Cyprien Sarrazin      | 3     | 2017 | 2022 | 0        | 1       | 1            | 0      | 1       | 0         |
| François Simond       | 3     | 1989 | 2000 | 0        | 0       | 0            | 2      | 1       | -         |

Avec 11 titres, Adrien Théaux, spécialiste des épreuves de vitesse, possède le plus grand nombre de titres de Champion de France, suivi par Luc Alphand avec 10 titres.
Depuis l'arrivée du Super G, aucun champion n'a gagné dans plus de 3 des 5 disciplines.
Avant l'arrivée du Super G, 7 champions avaient été victorieux dans les 4 disciplines :
- James Couttet
- Maurice Sanglard
- Jean Vuarnet
- Charles Bozon
- Guy Périllat
- Jean-Claude Killy
- Georges Mauduit

Le plus grand nombre de victoires dans une discipline appartient à Luc Alphand avec 8 succès en Descente.

### Femmes
| Nom                      | Total | De   | À    | Descente | Super-G | Slalom géant | Slalom | Combiné | Parallèle |
| Florence Masnada         | 14    | 1985 | 1999 | 2        | 2       | 1            | 3      | 6       | -         |
| Fabienne Serrat          | 14    | 1973 | 1983 | 1        | -       | 7            | 2      | 3       | 1         |
| Tessa Worley             | 11    | 2008 | 2023 | 0        | 3       | 8            | 0      | 0       | 0         |
| Isabelle Mir             | 10    | 1967 | 1972 | 3        | -       | 2            | 1      | 4       | -         |
| Perrine Pelen            | 10    | 1979 | 1986 | 0        | 0       | 2            | 7      | 0       | 1         |
| Marysette Agnel          | 9     | 1950 | 1956 | 2        | -       | 5            | 2      | 0       | -         |
| Ingrid Jacquemod         | 9     | 2000 | 2010 | 2        | 3       | 3            | 0      | 1       | -         |
| Romane Miradoli          | 9     | 2016 | 2025 | 4        | 4       | 0            | 0      | 1       | 0         |
| Nastasia Noens           | 9     | 2010 | 2023 | 0        | 0       | 0            | 8      | 1       | 0         |
| Carole Montillet         | 8     | 1992 | 2002 | 3        | 4       | 1            | 0      | 0       | -         |
| Catherine Quittet        | 8     | 1980 | 1989 | 2        | 2       | 2            | 0      | 2       | -         |
| Régine Cavagnoud         | 7     | 1989 | 2001 | 2        | 2       | 2            | 0      | 1       | -         |
| Marielle Goitschel       | 7     | 1965 | 1967 | 0        | -       | 2            | 3      | 2       | -         |
| Marion Rolland           | 7     | 2005 | 2013 | 5        | 2       | 0            | 0      | 0       | -         |
| Lucienne Couttet         | 6     | 1943 | 1948 | 1        | -       | -            | 4      | 1       | -         |
| Annie Famose             | 6     | 1962 | 1965 | 2        | -       | 2            | 1      | 1       | -         |
| Danièle Telinge          | 6     | 1957 | 1959 | 3        | -       | 1            | 1      | 2       | -         |
| Thérèse Leduc            | 5     | 1955 | 1959 | 0        | -       | 2            | 2      | 1       | -         |
| Marie Marchand-Arvier    | 5     | 2004 | 2011 | 0        | 3       | 0            | 0      | 2       | -         |
| Carole Merle             | 5     | 1985 | 1990 | 1        | 1       | 2            | 0      | 1       | -         |
| Christel Pascal-Saioni   | 5     | 1997 | 2002 | 0        | 0       | 1            | 4      | 0       | -         |
| Laure Pequegnot          | 5     | 1996 | 2005 | 0        | 0       | 0            | 4      | 1       | -         |
| Hélène Barbier           | 4     | 1982 | 1986 | 0        | 0       | 2            | 0      | 2       | -         |
| Adeline Baud-Mugnier     | 4     | 2016 | 2017 | 0        | 0       | 0            | 2      | 1       | 1         |
| Danièle Debernard        | 4     | 1971 | 1976 | 1        | -       | 2            | 1      | 0       | -         |
| Patricia Emonet          | 4     | 1973 | 1977 | 0        | -       | 0            | 3      | 1       | -         |
| Arlette Grosso           | 4     | 1958 | 1961 | 0        | -       | 1            | 2      | 1       | -         |
| Jacqueline Martel        | 4     | 1947 | 1953 | 2        | -       | 0            | 1      | 1       | -         |
| Leïla Piccard            | 4     | 1993 | 1999 | 0        | 0       | 0            | 4      | 0       | -         |
| Florence Steurer         | 4     | 1967 | 1969 | 2        | -       | 0            | 1      | 1       | -         |
| Mélanie Suchet           | 4     | 2002 | 2004 | 3        | 1       | 0            | 0      | 0       | -         |
| Édith Vuarnet-Bonlieu    | 4     | 1955 | 1960 | 2        | -       | 1            | 0      | 1       | -         |
| Anne-Sophie Barthet      | 3     | 2005 | 2016 | 1        | 0       | 0            | 0      | 2       | 0         |
| Patricia Chauvet         | 3     | 1988 | 1996 | 0        | 0       | 0            | 3      | 0       | -         |
| Béatrice Filliol         | 3     | 1988 | 1990 | 1        | 0       | 0            | 2      | 0       | -         |
| Christine Goitschel      | 3     | 1962 | 1964 | 0        | -       | 1            | 2      | 0       | -         |
| Michèle Jacot            | 3     | 1970 | 1976 | 0        | -       | 0            | 1      | 2       | -         |
| Sophie Lefranc-Duvillard | 3     | 1994 | 1997 | 0        | 1       | 2            | 0      | 0       | -         |
| Aurélie Revillet         | 3     | 2006 | 2010 | 3        | 0       | 0            | 0      | 0       | -         |
| Raphaëlle Strub          | 3     | 2000 | 2003 | 0        | 0       | 1            | 0      | 2       | -         |
| Georgette Thiollière     | 3     | 1942 | 1946 | 2        | -       | 0            | 0      | 1       | -         |
| Suzanne Thiollière       | 3     | 1944 | 1955 | 2        | -       | 0            | 0      | 1       | -         |

Florence Masnada et Fabienne Serrat ont remporté le plus grand nombre de titres avec 14 victoires. Elles sont aussi les seules championnes à avoir gagné dans les 5 disciplines de leur époque.
Avant l'arrivée du Super G, 3 championnes avaient été victorieuses dans les 4 disciplines existantes :
- Danièle Telinge
- Annie Famose
- Isabelle Mir

Le plus grand nombre de victoires dans une discipline appartient à Nastasia Noens avec 8 titres en slalom et à Tessa Worley avec 8 titres en géant, suivies par Perrine Pelen avec 7 succès en slalom et Fabienne Serrat avec 7 succès en géant.

## Skieurs les plus titrés par discipline

### Hommes

#### Descente
| Nom              | Total | De   | À    |
| Luc Alphand      | 8     | 1985 | 1997 |
| Yannick Bertrand | 4     | 2005 | 2010 |
| Adrien Théaux    | 4     | 2010 | 2018 |
| James Couttet    | 3     | 1942 | 1948 |

#### Super G
| Nom                 | Total | De   | À    |
| Adrien Théaux       | 7     | 2007 | 2017 |
| Nils Allègre        | 2     | 2018 | 2023 |
| Claude Crétier      | 2     | 2001 | 2003 |
| Adrien Duvillard Jr | 2     | 1992 | 1993 |
| Benjamin Melquiond  | 2     | 1997 | 2000 |
| David Poisson       | 2     | 2005 | 2008 |
| Christophe Saioni   | 2     | 1991 | 1999 |

#### Slalom Géant
| Nom               | Total | De   | À    |
| Yves Tavernier    | 5     | 1983 | 1988 |
| Alexis Pinturault | 4     | 2010 | 2019 |
| Thomas Fanara     | 3     | 2007 | 2015 |
| Jean-Pierre Vidal | 3     | 2001 | 2005 |

#### Slalom
| Nom                   | Total | De   | À    |
| Clément Noël          | 5     | 2017 | 2024 |
| Sébastien Amiez       | 4     | 1994 | 2004 |
| Didier Bouvet         | 4     | 1983 | 1988 |
| James Couttet         | 3     | 1942 | 1946 |
| Jean-Baptiste Grange  | 3     | 2006 | 2015 |
| Victor Muffat-Jeandet | 3     | 2014 | 2021 |
| Guy Périllat          | 3     | 1962 | 1967 |
| Alexis Pinturault     | 3     | 2011 | 2016 |

#### Combiné
| Nom              | Total | De   | À    |
| Jean-Luc Crétier | 3     | 1983 | 1993 |
| Gaëtan Llorach   | 3     | 1997 | 2002 |
| Pierre Paquin    | 3     | 2005 | 2008 |
| Alain Penz       | 3     | 1969 | 1972 |

#### Parallèle
| Nom            | Total | De   | À    |
| Thibaut Favrot | 1     | 2022 | 2022 |
| Alain Feutrier | 1     | 1989 | 1989 |
| Michel Vion    | 1     | 1979 | 1979 |

### Femmes

#### Descente
| Nom              | Total | De   | À    |
| Marion Rolland   | 5     | 2005 | 2013 |
| Romane Miradoli  | 4     | 2018 | 2025 |
| Isabelle Mir     | 3     | 1968 | 1972 |
| Carole Montillet | 3     | 1996 | 1999 |
| Aurélie Revillet | 3     | 2006 | 2010 |
| Mélanie Suchet   | 3     | 2002 | 2004 |
| Danièle Telinge  | 3     | 1957 | 1959 |

#### Super G
| Nom                   | Total | De   | À    |
| Romane Miradoli       | 4     | 2016 | 2025 |
| Carole Montillet      | 4     | 1992 | 1999 |
| Ingrid Jacquemod      | 3     | 2000 | 2005 |
| Marie Marchand-Arvier | 3     | 2008 | 2011 |
| Tessa Worley          | 3     | 2017 | 2023 |

#### Slalom Géant
| Nom              | Total | De   | À    |
| Tessa Worley     | 8     | 2008 | 2022 |
| Fabienne Serrat  | 7     | 1973 | 1983 |
| Marysette Agnel  | 5     | 1950 | 1956 |
| Ingrid Jacquemod | 3     | 2004 | 2007 |

#### Slalom
| Nom                    | Total | De   | À    |
| Nastasia Noens         | 8     | 2010 | 2023 |
| Perrine Pelen          | 7     | 1979 | 1986 |
| Lucienne Couttet       | 4     | 1943 | 1948 |
| Christel Pascal-Saioni | 4     | 1997 | 2002 |
| Laure Pequegnot        | 4     | 1996 | 2005 |
| Leïla Piccard          | 4     | 1993 | 1999 |
| Patricia Chauvet       | 3     | 1988 | 1996 |
| Patricia Emonet        | 3     | 1973 | 1977 |
| Marielle Goitschel     | 3     | 1965 | 1967 |
| Florence Masnada       | 3     | 1991 | 1995 |

#### Combiné
| Nom              | Total | De   | À    |
| Florence Masnada | 6     | 1985 | 1999 |
| Isabelle Mir     | 4     | 1967 | 1972 |
| Fabienne Serrat  | 3     | 1975 | 1979 |

#### Parallèle
| Nom                  | Total | De   | À    |
| Adeline Baud-Mugnier | 1     | 2016 | 2016 |
| Clara Direz          | 1     | 2022 | 2022 |
| Fabienne Serrat      | 1     | 1979 | 1979 |

## Autres épreuves

### Ski indoor
2 éditions du championnat de France de ski indoor (slalom parallèle) ont été organisées au Snow hall d'Amnéville.
En 2007, Julien Lizeroux et Sandrine Aubert l'ont emporté. En 2008, Pierre Paquin et Marion Pellissier leur ont succédé.

## Une histoire de familles
À la lecture du palmarès, on voit les mêmes noms revenir régulièrement. Ces champions et championnes de France appartiennent à de grandes familles du ski. Ils sont soit parent et enfant, soit frères et/ou  sœurs, voire cousins.

### Parent et enfant
- May Nilsson-Lafforgue et sa fille Ingrid Lafforgue
- Claude Penz et son fils Alain Penz
- Adrien Duvillard et son fils Adrien Duvillard (Junior)
- Jules Melquiond et son fils Benjamin Melquiond
- Daniel Mougel et sa fille Laurie Mougel
- Marie-Cécile Gros-Gaudenier et sa fille Aude Aguilaniu

### Frères et/ou sœurs
- Suzanne et Georgette Thiollière
- Jean-Pierre et Yves Mussat
- Thérèse et Anne-Marie Leduc
- Édith et François Bonlieu
- Adrien et Henri Duvillard
- Christine et Marielle Goitschel
- Patricia et Claudine Emonet
- Hélène et Rita Barbier
- Leïla, John, Ian et Franck Piccard[2]
- Vanessa et Jean-Pierre Vidal
- Nicolas et Raphaël Burtin
- Margot et Matthieu Bailet

### Oncle/tante et neveu/nièce
- François Simond et sa nièce Romane Miradoli

### Cousins
- Lucienne Schmidt-Couttet et James Couttet
- Désiré et Léo Lacroix
- Jean-Noël Augert avec Vanessa et Jean-Pierre Vidal
- Jules Melquiond et Luc Alphand
- Olivia et Yannick Bertrand
- Danièle Debernard et Jean-Luc Crétier